# كاليجة مسمرة
الكاليجة المسمرة (الاسم العلمي:Caligus suffuscus) هي نوع من القشريات تتبع جنس الكاليجة من فصيلة الكاليجات.